# Leslie (musica)

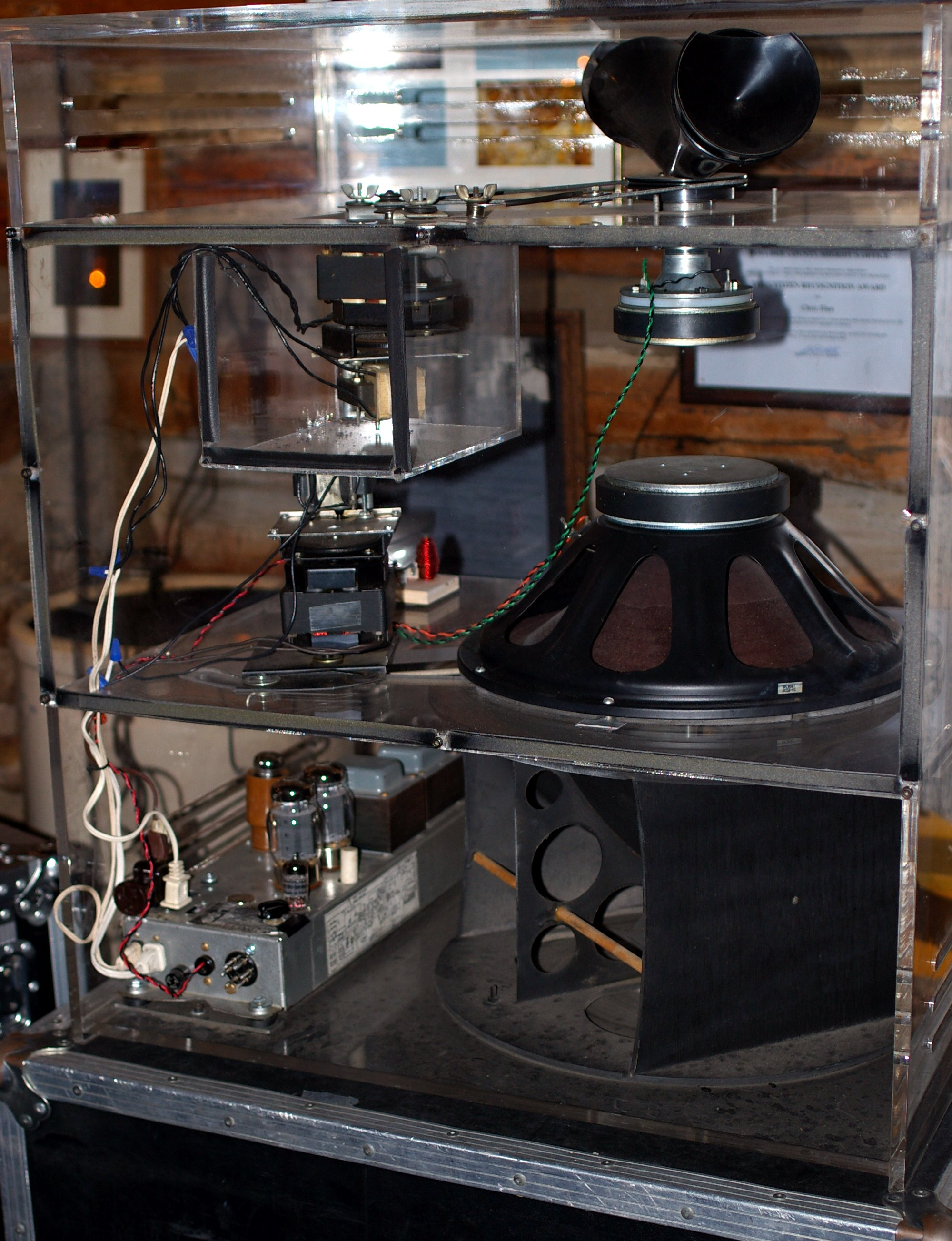
Un amplificatore Leslie, in un cabinet in policarbonato trasparente

Leslie è un marchio di fabbrica, usato universalmente per indicare un sistema di altoparlanti rotanti, che ebbe grande successo dagli anni cinquanta in poi. Prende il nome dal suo inventore Donald Leslie.

## Storia

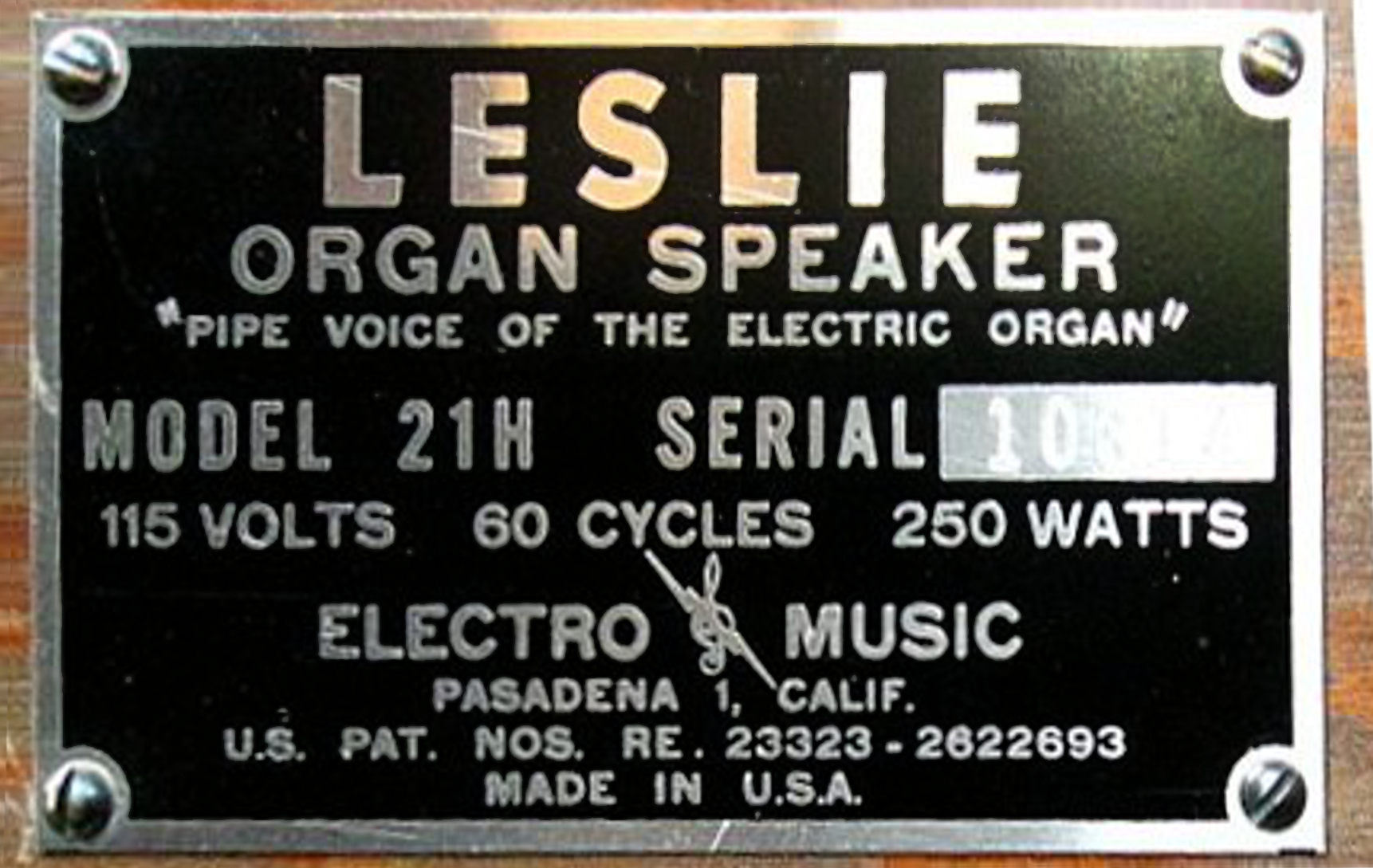
Targhetta identificativa con lo slogan "Pipe Voice of the Electric Organ" della Electro Music di Pasadena (California), e numeri di brevetto

Il Leslie venne ideato come complemento ai primi organi Hammond a ruote foniche (tonewheels); lo strumento era stato proposto dal suo inventore come sostituto dell'organo liturgico, ma il risultato complessivo lasciava molto a desiderare per la staticità e innaturalezza del suono, nonché per il persistere di onde stazionarie, amplificate ed evidenziate nell'acustica delle chiese. Si pensò allora di migliorarne la qualità, facendo ruotare gli altoparlanti dell'amplificatore in modo da creare un piccolo effetto Doppler e da fornire al suono una certa spazialità; Don Leslie presentò il suo primo amplificatore con altoparlanti rotanti nel 1940.

## Caratteristiche
Il Leslie originale, e imitato da numerose Case costruttrici, pur esistendo in vari modelli, ha una struttura di principio abbastanza definita; il suono viene suddiviso in due gamme (acuta e grave) per mezzo di un filtro Crossover e distribuito come segue:
- la gamma grave viene riprodotta da un grande altoparlante a cono, posto con il magnete in alto e la membrana orientata verso il basso; sotto all'altoparlante c'è un riflettore acustico in legno, dalla forma a parabola concava, con pianta circolare che ruota sul proprio asse, azionato da un motorino elettrico mediante una cinghia
- la gamma acuta viene riprodotta da un altoparlante a compressione, che sfoga all'interno di un doppio diffusore a tromba, montato su un asse e posto in rotazione da un altro motorino elettrico dotato di cinghia; un diffusore piazzato davanti ad ogni tromba (in realtà solo una delle due è attiva, l'altra serve solo per l'equilibratura della rotazione) scinde, colora e diffonde ulteriormente il suono, donandogli una caratteristica timbrica.

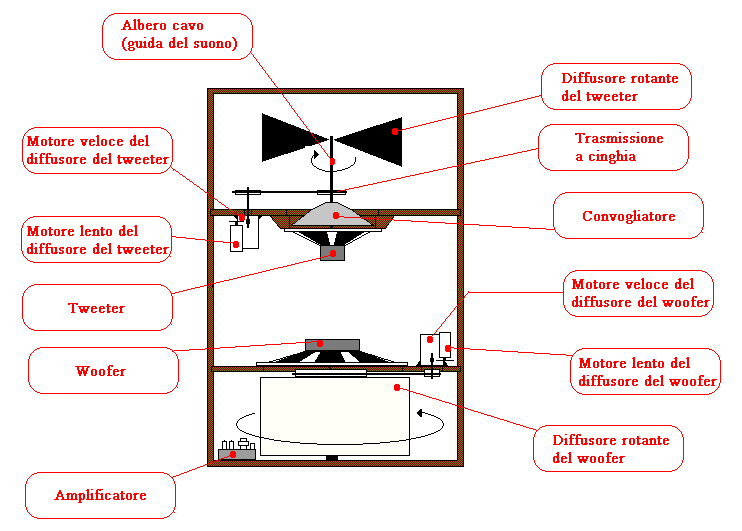
Sezione schematica di un Leslie cabinet dei più evoluti: due rotori e due gruppi motori. Ogni gruppo è composto da due motori, uno per il lento (Chorus) e uno per il veloce (Tremolo). Nella modalità Chorus i motori piccoli vengono alimentati e si innestano sulla puleggia dei motori più grandi (non alimentati) per via di uno spostamento assiale dell'albero causato dall'attrazione magnetica del traferro nei confronti del rotore. Viceversa durante il Tremolo

I due rotori sono tra loro svincolati; quello dei bassi gira ad una velocità simile ma non uguale rispetto a quello degli alti, generalmente più veloce ed il più delle volte ulteriormente regolabile cambiando sull'albero motore la gola (nei modelli più diffusi in genere il pignone ha tre gole di differente diametro) dove è alloggiata la cinghia, similmente ad un trapano a colonna, inoltre i sensi di rotazione dei due rotori sono opposti, creando così una modulazione del suono che cambia in continuazione, evitando l'insorgere di onde stazionarie.
Il Leslie ha due velocità di funzionamento, denominate Chorus e Tremolo, anche se nei primi modelli era previsto solo il Tremolo o in alternativa i rotori rallentavano fino a fermarsi (in seguito furono posti in commercio dei kit aggiuntivi di motorini per avere anche la bassa velocità, quindi il Chorus); la prima prevede una rotazione molto lenta dei riflettori acustici, circa 40 giri al minuto, adatta a generi musicali moderati, mentre la seconda, con la rotazione veloce specialmente dei diffusori delle note acute, circa 400 giri al minuto Caratteristica è l'accelerazione e decelerazione del rotore dei bassi, più graduale rispetto al rotore degli acuti per via della maggiore inerzia del diffusore di legno. Non solo, per accentuare l'effetto anche sul leggero rotore degli acuti, la cinghia in esso utilizzata, è "stranamente" in cotone, così allo spunto del cambio velocità, reagisce slittando sulla puleggia sino a raggiungere il definitivo serraggio in alcuni secondi, e rendendo così progressivo l'effetto del cambio velocità, anziché istantaneo(GZ). Si ottiene una connotazione molto particolare del suono, estremamente difficile da riprodurre con altri dispositivi.
Infatti, l'effetto prodotto dal Leslie è molteplice; la rotazione del riflettore acustico provoca una modulazione di ampiezza, di frequenza, di fase e di spettro, a seconda della direzione dei riflettori acustici, della velocità di rotazione degli stessi e della posizione dell'ascoltatore, con un fronte sonoro molto ampio e continuamente variabile; inoltre la timbrica degli altoparlanti usati, in special modo del tweeter a tromba, non è volutamente hi-fi e dona un colore sonoro caratteristico.

## Modalità operative: Chorus, Tremolo, Stop

Animazione che mostra il funzionamento del Leslie in funzione.
1 = Tweeter rotante
2 = Motore compressione
3 = Motore del tweeter
4 = Crossover (elettronica)
5 = Motore del tamburo
6 = Woofer
7 = Cabinet del tamburo
8 = Tamburo rotante
9 = Cabinet d'insieme
Amplificatore non rappresentato

La maggior parte dei Leslie prevede due velocità di funzionamento: si tratta del Chorus e del Tremolo visti in precedenza. Oltre alla velocità lenta e a quella veloce, esistono modelli che prevedono anche una posizione detta di Stop nella quale i motori non sono alimentati e pertanto i rotori sono fermi. Nel modello 760, nel passaggio da tremolo a stop è esercitata un'azione di frenatura per arrestare in fretta i rotori: un circuito temporizzatore inserisce per un lasso di tempo regolabile internamente la modalità Chorus prima di disattivare i gruppi motori. In questo modo i motori più lenti effettuano un'azione frenante per imporre la propria velocità ai rispettivi rotori.
Lo Stop può essere installato anche su modelli che prevedono solo Tremolo e Chorale, compreso il circuito per la frenatura.

## Modelli di Leslie
- Leslie 122, è il modello più famoso, ha un sound delicato e morbido definito "rotondo". Un classico esempio ne è il suono di Rick Wright dei Pink Floyd. Viene collegato all'organo mediante linea bilanciata, quindi garantendo una ottima immunità da interferenze.
- Leslie 31H, modello ad una sola velocità, più alto del mod. 122, detto "Tall Boy", prodotto dal 1949 alla fine degli anni '50. Ha un suono caldo, unico, con bassi potenti dati dalla dimensione notevole. Molto usato nel Jazz, abbastanza raro.
- Leslie 147, esteticamente identico al 122 ha però un suono leggermente differente, più brillante. Ne è un esempio classico il suono di Jon Lord dei Deep Purple. Non essendo nato specificamente per l'Hammond, viene collegato all'organo mediante linea sbilanciata, più sensibile a interferenze.
- Leslie 142, è la versione "ribassata" del fratello maggiore 122, e grossomodo ne rispecchia le caratteristiche timbriche.
- Leslie 145, è la versione "ribassata" del fratello maggiore 147, del quale riprende le caratteristiche timbriche anche se con un basso meno profondo.
- Leslie 222, è un modello piuttosto ingombrante, sostanzialmente la versione orizzontale del 122, con frontale decorato con pannelli di tessuto adattabile all'arredamento di abitazioni.
- Leslie 251, è la versione del 147 progettata specificamente per gli organi Hammond della serie A-100, munito di sezione amplificatrice e altoparlanti separati atti a riprodurre la parte di segnale riverberato in arrivo dall'organo, separatamente dal segnale principale.
- Leslie 760, è un Leslie con amplificazione stato solido, molto più potente dei predecessori valvolari (circa 90 Watt totali ripartiti in due amplificazioni interne, 50W ai bassi, 40W agli acuti) ma con un suono leggermente più freddo e aspro. La versione rivestita in vinile può essere considerata portatile, mentre la versione in legno è identica alla serie 122 - 147.
- Leslie 770, è la versione in legno del 760.
- Leslie 825, è il fratello minore del 760, cioè una versione ancora più portatile, il rotore è unico, manca il tweeter a tromba e quindi timbrica e modulazione differiscono rispetto ad altri modelli.
- Leslie 2101, è prodotto dalla Hammond-Suzuki ed è una versione ridotta del sistema Leslie. Il 2101, che esiste sia nella versione "stage" (2101) che domestica (2102), è un ibrido di simulazione e di autentico effetto Leslie. Il segnale viene ripartito mediante un crossover elettronico: lo spettro basso delle frequenze viene inviato a un DSP che ne modella il suono con imitazione dei modelli 122 e 147, e di qui viene applicata una simulazione con diffusione stereofonica, amplificata da due diffusori a due vie, sempre inclusi nel cabinet, nonché inviata ad un jack di uscita verso il modulo opzionale per le frequenze basse. La parte alta delle frequenze viene amplificata e inviata ad un diffusore a compressione, dotato della caratteristica tromba rotante, gestita mediante motore elettrico. Il sistema è calibrato in modo da permettere la regolazione elettronica dei parametri più caratteristici, come le accelerazioni e decelerazioni dei diffusori. Questo modello è dotato di ingresso MIDI per cambiare la modalità di emulazione in risposta ad un Program Change. I modelli 210* sono abbinati ai corrispondenti 2121 e 2122, amplificatori dedicati alle basse frequenze con altoparlanti stazionari per completare la gamma dinamica del sistema.
- -RV con questo suffisso si identificano i Leslie valvolari con dispositivo atto a generare un segnale riverberato, composto da un dispositivo di ritardo a molle con pick-up piezoelettrico, da un amplificatore valvolare separato e da appositi altoparlanti non rotanti. Poteva essere anche acquistato in kit per essere aggiunto a Leslie non provvisti.

Esiste una grande varietà di altri Leslie dedicati ad altri strumenti musicali, ad una, due o tre velocità (incluso il fermo).